# Sławice
Sławice (niem. Slawitz) – część miasta Opole w Polsce położonego w województwie opolskim.
Miejscowość wraz z obrębem ewidencyjnym wsi włączono do Opola 1 stycznia 2017. Przed włączaniem miejscowość była wsią w Polsce położoną w województwie opolskim, w powiecie opolskim, w gminie Dąbrowa.
Od 1950 Sławice należą administracyjnie do województwa opolskiego.

## Nazwa
Nazwa miejscowości pochodzi od imienia Sława lub Sławomir. 
Od 1936 roku do zakończenia II wojny światowej wieś nosiła nazwę Preisdorf (Preis jest niemieckim odpowiednikiem polskiego słowa „sława”).

## Historia
Wzmiankowana po raz pierwszy w 1198 roku jako Sclavono, później Zlivici (1223), Slawicz (1356). Dziesięcinę płaciła kościołowi św. Krzyża w Opolu, a w 1356 wikariuszom w Opolu. Kiedyś Sławice znajdowały się na terenie, gdzie dziś znajduje się Ferma Hodowli Drobiu w Półwsi. W latach 1456, 1644, 1723-25 była w posiadaniu rodzin szlacheckich, a w 1783-84 przynależała do hrabstwa Puecklera. W tym czasie w Sławicach był folwark, kmieci, 16 zagrodników, 5 chałupników i 276 mieszkańców. W 1845 wieś liczyła 67 domów oraz 390 osób. Z zakładów przemysłowych wymienia się tutaj młyn, browar i gorzelnię.
Przed II wojną światową majątkiem ziemskim w Sławicach zarządzała hrabina von Einer, do której należał również majątek w Bierkowicach i w Półwsi, gdzie miała główną siedzibę. Aranda, należąca do majątku w Sławicach, nadal istnieje. W majątku znajdował się pałac i park hrabiny von Einer. Pałac został zniszczony podczas II wojny światowej. Park obecnie jest własnością gminy. Po posiadłości hrabiny pozostały tylko ruiny muru ogradzającego pałac.
1 stycznia 2017 miejscowość została włączona do Opola.

## Zabytki
Do wojewódzkiego rejestru zabytków wpisane są:
- park dworski, z poł. XVIII w.
- XIX-wieczny folwark, na który składają się:
  - dom mieszkalny
  - obora
  - kuźnia
  - czworak
  - aleja jesionowa.

Inne obiekty:
- kościół parafialny pw. św. Jana Nepomucena, zbudowany w roku 1931
- cmentarz wyznaniowy, gdzie znajduje się zabytkowa kaplica przedpogrzebowa.